# Pat Verbeek
Patrick Martin „Pat“ Verbeek (* 24. Mai 1964 in Sarnia, Ontario) ist ein ehemaliger kanadischer Eishockeyspieler und -scout sowie derzeitiger -funktionär, der im Verlauf seiner aktiven Karriere zwischen 1981 und 2002 unter anderem 1541 Spiele für die New Jersey Devils, Hartford Whalers, New York Rangers, Dallas Stars und Detroit Red Wings in der National Hockey League (NHL) auf der Position des rechten Flügelstürmers bestritten hat. Seine größten Karriereerfolge feierte Verbeek in Diensten der Dallas Stars mit dem Gewinn des Stanley Cups im Jahr 1999 und der Goldmedaille bei der Weltmeisterschaft 1994 mit der kanadischen Nationalmannschaft. Seit Februar 2022 fungiert er als General Manager bei den Anaheim Ducks in der NHL.

## Karriere
Bei den Sudbury Wolves in der Ontario Hockey League zeigte Verbeek schon das, was ihn auch im Laufe seiner Karriere auszeichnen sollte. Er führte die Statistiken nicht nur bei den Scorerpunkten, sondern auch bei den Strafzeiten. Für diese Eigenschaften holten ihn sich die New Jersey Devils im NHL Entry Draft 1982 in der dritten Runde als 43. Er blieb noch ein Jahr in Sudbury und kam am Ende der Saison zu ein paar Einsätzen in der NHL.
Ab der Saison 1983/84 hatte Verbeek sich seinen Stammplatz in der NHL erkämpft und mit 20 Toren hatte er eine gute Rookiesaison. In seiner fünften vollständigen Saison 1987/88 konnte er seine Statistiken noch einmal deutlich verbessern und hatte sowohl mit seinen 77 Scorerpunkten, als auch mit 227 Strafminuten maßgeblichen Anteil daran, dass den Devils endlich der Sprung in die Playoffs gelang. Dort schafften sie es bis ins Conference-Finale, wo die Boston Bruins nach sieben Spielen Endstation waren.
1989 wurde er an die Hartford Whalers abgegeben. Auch dort war er stets unter den Topscorern, brachte es aber meist auch auf mehr als 200 Strafminuten. 1991 wurde er ins All-Star Team gewählt, seit 1992 war er Kapitän der Whalers. 1995 zog er weiter zu den New York Rangers. In dieser Zeit bekam er von Glenn Healy nach einer Auseinandersetzung mit Ray Ferraro den Spitznamen „Big Ball of Hate“. Schon 1996 ging die Reise weiter zu den Dallas Stars. Dort konnte er 1999 seinen ersten Stanley Cup gewinnen. Es folgten noch zwei Jahre bei den Detroit Red Wings, bevor er zur Saison 2001/02 nach Dallas zurückkehrte. Nach Saisonende beendete Pat Verbeek seine Karriere. Kein anderer Spieler in der NHL, der auf knapp 3.000 Strafminuten kam, schaffte es über 500 Tore zu schießen.
Nach seinem Karriereende arbeitete er teilweise für den Fernsehsender FSN Detroit als Analyst bei Spielen der Detroit Red Wings. 2006 gab er diesen Posten auf und wurde zu einem der Pro Scouts der Red Wings. 2010 wechselte er zu den Tampa Bay Lightning und war dort bis 2019 als Director of Player Personnel und Assistent des General Managers Steve Yzerman. 2019 kehrte er als Assistent von Yzerman zu den Red Wings zurück und wurde im August 2021 darüber hinaus zum „GM“ der Grand Rapids Griffins ernannt, dem Farmteam Detroits aus der American Hockey League (AHL).
Im Februar 2022 wechselte er innerhalb der NHL zu den Anaheim Ducks, die ihn als General Manager einstellten und er somit die Nachfolge von Bob Murray bzw. Jeff Solomon (interimsweise) antrat.

## Erfolge und Auszeichnungen
- 1982 Emms Family Award
- 1991 Teilnahme am NHL All-Star Game
- 1996 Teilnahme am NHL All-Star Game
- 1999 Stanley-Cup-Gewinn mit den Dallas Stars

### International
- 1983 Bronzemedaille bei der Junioren-Weltmeisterschaft
- 1989 Silbermedaille bei der Weltmeisterschaft
- 1994 Goldmedaille bei der Weltmeisterschaft
- 1996 Zweiter Platz beim World Cup of Hockey

## Karrierestatistik

### International
Vertrat Kanada bei:
- U20-Junioren-Weltmeisterschaft 1983
- Weltmeisterschaft 1989
- Weltmeisterschaft 1994
- World Cup of Hockey 1996

(Legende zur Spielerstatistik: Sp oder GP = absolvierte Spiele; T oder G = erzielte Tore; V oder A = erzielte Assists; Pkt oder Pts = erzielte Scorerpunkte; SM oder PIM = erhaltene Strafminuten; +/− = Plus/Minus-Bilanz; PP = erzielte Überzahltore; SH = erzielte Unterzahltore; GW = erzielte Siegtore; 1 Play-downs/Relegation; Kursiv: Statistik nicht vollständig)

## Familie
Auch zwei Brüder von Pat Verbeek haben professionell Eishockey gespielt: Brian Verbeek und Tim Verbeek kamen aber nicht über Minor Leagues hinaus.